# Pylaisiadelpha filiformis
Pylaisiadelpha filiformis là một loài Rêu trong họ Sematophyllaceae. Loài này được (Dixon) W.R. Buck miêu tả khoa học đầu tiên năm 1984.